# 何塞·埃瓦里斯托·乌里武鲁
何塞·费利克斯·埃瓦里斯托·德·乌里武鲁-阿尔瓦雷斯·德·阿雷纳莱斯（西班牙語：José Félix Evaristo de Uriburu y Álvarez de Arenales；1831年11月19日—1914年10月19日) ，阿根廷将军和总统（1885年-1898年）。
| 前任： 路易斯·萨恩斯·培尼亚 | 阿根廷总统 1885年—1898年 | 繼任： 胡利奥·阿亨蒂诺·罗加 |